# حسن مخزومی
حسن آل ابی‌عبدالکریم معروف به حسن مخزومی شاعر سدهٔ هشتم هجری است. لامیه‌ای در رثای پیامبر اسلام و اهل بیت دارد. شاعران دیگر مانند شیخ علی شفهینی بر لامیهٔ او نظیره‌ای سروده‌اند. سال وفاتش روشن نیست، اما تاریخ سرودن قصیده‌اش ۷۲۲ ه‍.ق است.